# Sara Escudero
Sara Escudero Rodríguez (Arenas de San Pedro, 18 de agosto de 1981) es una actriz, cómica y presentadora de televisión y radio española.

## Biografía
Nació en 1981 en Arenas de San Pedro (Ávila). Tras acabar la educación secundaria, inició la carrera de Medicina en la Universidad de Salamanca. En 2002 abandonó dicha carrera, cuando estaba en el tercer curso, y fue a Madrid a cursar estudios de teatro. Fue en la capital donde Sara Escudero descubrió la stand-up comedy.
Es monologuista y actriz profesional desde 2007, con múltiples monólogos de standup comedy y multitud de sketches grabados para Comedy Central y El club de la comedia, que la eligió como ganadora del V Concurso de monólogos. El premio del mismo fue la participación en la temporada 2012-2013, grabando su monólogo El mundo miente y compartiendo programa con Berto Romero, Joaquín Reyes, Florentino Fernández y Ernesto Alterio.
Tiene 4 monólogos de texto propio emitidos en El Club de la Comedia en 2011, 2012, 2015 y 2017. 
Desde el 2007 recorre el país con sus espectáculos unipersonales (monólogos de humor) por teatros y eventos privados para multitud de grandes empresas del país.
En la primavera de 2013 entró a formar parte del equipo de La noche de José Mota, grabando piezas ultra rápidas en la mayoría de los programas de la temporada.

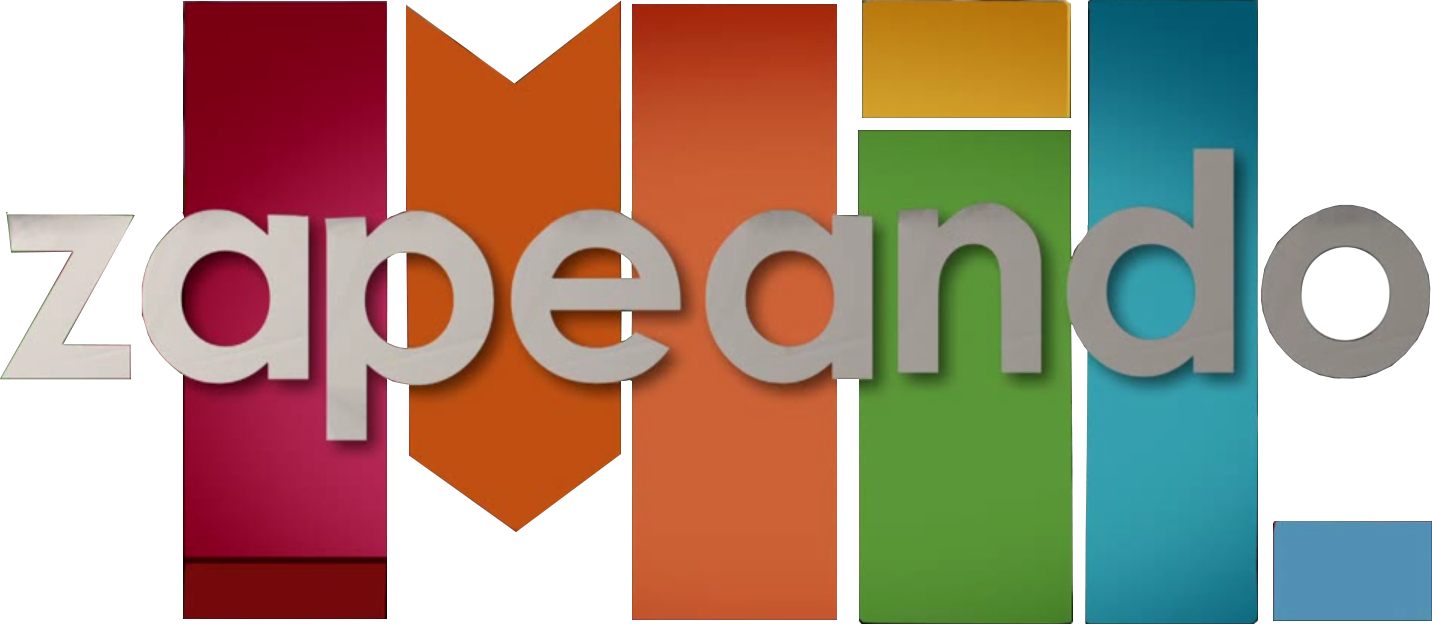
Logo del programa 1000

El 24 de enero de 2014 se unió al equipo del programa Zapeando, de la sobremesa de La Sexta, presentado por Frank Blanco, en el que forma equipo con sus compañeros de mesa Cristina Pedroche, Anna Simón, Miki Nadal, Quique Peinado, Ana Morgade y Manu Sánchez.
El 24 de junio de 2014, con la Editorial Anaya Multimedia, publicó su primer libro, En ocasiones veo frikis (colección Oberón) cuya presentación  se realizó en la Fnac de Callao de Madrid, con sus amigos los cómicos David Navarro y Luis Larrodera.
En mayo de 2015 se preestrena su obra de teatro, Te elegiría otra vez, en el Teatro Alfil en Madrid. Es autora del texto y directora de la obra.
El 31 de agosto de 2015 empezó como colaboradora en el morning show Atrévete de Cadena Dial, presentado por Jaime Cantizano formando equipo con Patricia Aimaz e Isidro Montalvo entre otros.
Desde el 22 de diciembre de 2015 hasta 2017 es presentadora de programas en Atreseries.
Colabora como embajadora de UNICEF en su campaña contra la desnutrición infantil en Mauritania, a donde viaja para apoyar y conocer de primera mano el trabajo de UNICEF contra la desnutrición infantil en el país.
En enero de 2016 comienza la segunda temporada de su obra de teatro Te elegiría otra vez en el teatro Pequeño Gran Vía de Madrid. Dirigida por ella misma y con un texto actualizado y nuevo elenco: Angy Fernández, Nene (Carlos Librado), Esmeralda Moya y Oscar Reyes. A mitad de temporada Esmeralda Moya es sustituida por Paula Prendes.
Deja Zapeando en julio de 2016. En septiembre de ese mismo año, la cadena de televisión Ten TV la contrató para presentar el pack de 22 programas de Sígueme el rollo.
El 30 de noviembre de 2016 se incorporó como colaboradora al programa Hazte un selfi en Cuatro Tv, presentado por Uri Sàbat y Adriana Abenia, que finalizó en enero de 2017.

Cero en Historia en #0 de Movistar

Durante 6 temporadas (2017 - 2019) es colaboradora en el programa Cero en historia para #0 de Movistar+, junto con Joaquín Reyes, Silvia Abril, J.J.Vaquero, Raúl Cimas y Patricia Conde.
El 18 de diciembre de 2017, con la Editorial Círculo Rojo, publica su segundo libro Clericó, junto con el ilustrador Sito Recuero. Presentan el libro en el Hotel Vincci 61 en Gran Vía de Madrid, con amigos como Nerea Garmendia, Jesús Olmedo y Antonia San Juan.
El 24 de febrero, 9 de marzo, 20 de abril y 26 de mayo de 2018 actúa en el Teatro Alcázar de Madrid con su nuevo monólogo de standup comedy SARA ES...CUDERO.
En marzo de 2018 presenta la 25ª gala de entrega de premios del Festival de Cine Solidario de Cáceres (Premios San Pancracio) en el que Pedro Almodóvar (hijo adoptivo de la ciudad) fue homenajeado con el Premio de Honor del festival y que felicitó públicamente a Sara desde el escenario por su buen hacer presentando la gala.
En 2018 Sara publica su tercer libro "No estás a la altura" con la editorial Fun Readers. siendo Sito Recuero de nuevo su ilustrador. El cantante Junior Ferbelles compone la canción "No estás a la altura ni lo queremos" para el libro y su presentación.

La 1 de TVE

La 2 TVE

Durante este año 2018 presenta la temporada 1 y 2 de "Arranca en verde" en La 1, emitiéndose los domingos.
En 2018 también presenta en La 2 de RTVE el programa Dfiesta durante 11 programas semanales por toda la geografía española.
En enero de 2018 se emite el episodio "Polvo Blanco" de Centro Médico en La 1 en el que Sara da vida al personaje de Ana Puig.
A principios de 2019 se estrena en el mundo de cine como directora con el cortometraje "Dorothy, Ninette y un billete de 50", que también produce y que protagonizan Antonia San Juan y Belinda Washington, y con las apariciones de Ramón Langa y Alex O'Dogherty. El cortometraje se estrena en julio en el Festival Internacional de Cine Independiente de Elche en su edición 42 en la sección oficial, optando a galardón en la categoría Autor novel.
Poco después, en el mismo año, produce y dirige el cortometraje "Por error", donde también actúa con un papel secundario (concejala). El cortometraje está protagonizado por el actor Juan Logar y está basado en hechos reales. Se estrena al público en la 4ª Edición del Certamen de Cortometrajes ImagenArte de Santaella (Córdoba) siendo seleccionado como finalista.
El 13 de julio de 2019 se emite el programa 13 de Juego de niños en La 1, presentado por Javier Sardà, en el que Sara y Alfred García concursan con la dinámica habitual del programa, basado en descripciones y análisis del mundo contado por niños.

El Intermedio en La sexta

En septiembre de 2019 se incorpora como colaboradora a El Intermedio, presentado por El Gran Wyoming y Sandra Sabatés en La Sexta, con su propia sección Reality Shock.
También, en septiembre de 2019, se incorpora a Onda Cero como colaboradora en los programas de radio Por fin no es lunes (con Jaime Cantizano) los domingos y a la La Hora De Los Cómicos del programa Más de uno (de Carlos Alsina) lunes y jueves, junto a Goyo Jiménez, Carlos Latre o Leo Harlem. 
A finales de 2019 publica su tercer cortometraje llamado "Chica", escrito, dirigido y producido por ella misma, en el que también tiene un papel principal junto a María Alfonsa Rosso. También participan en el cortometraje Nicolás Coronado, Macarena Sanz, Juan Carlos Martín e Irene Rouco.
En enero de 2020 comienza una nueva gira de monólogos con su nuevo espectáculo unipersonal Tiempo al tiempo, que tiene de cancelar en marzo con motivo de la pandemia de COVID-19.
El 21 de marzo de 2020 se emite la 11.ª gala de Tu Cara Me Suena 8ª Edición, en la que Sara participa como invitada imitando a María Isabel.
El 25, 26 y 27 de mayo de 2020 participa como invitada en tres programas, en la nueva temporada de Pasapalabra de Antena 3.
El 12 de junio de 2020 se incorpora a La mañana de TVE, presentado por Diego Losada, como colaboradora en la sección "La otra mañana" junto a Juan Muñoz, Marta Gonzáles de Vega y Miguel Ángel Martín, donde comentan temas de actualidad desde el humor.
A finales de julio se estrena la película Padre no hay más que uno 2: La llegada de la suegra, de Santiago Segura, donde Sara aparece como parte del reparto en el papel de monitora de camping.
En octubre de 2020 recibe dos premios por su cortometraje CHICA, en los Premios Pávez de Talavera de la Reina: Mejor Película Local y Pávez Castilla-La Mancha Media al mejor cortometraje de la región. Recibe otros dos premios un mes después en el Festival Cinesan por su cortometraje CHICA, al mejor cortometraje y a la mejor interpretación para María Alfonsa Rosso.
El 16 de enero de 2021 participa en la gala de los Premios Forqué 2021, presentada por Miguel Ángel Muñoz y Aitana Sánchez Gijón. Junto a JJ.Vaquero pone la nota de humor en la gala emitida en directo por La 1 de TVE.
El 23 de enero de 2021 participa como invitada en el concurso de El juego de los anillos de Antena 3 haciendo pareja con el rapero español Arkano.
En enero de 2021 es elegida como candidata a las Top 100 Mujeres Líderes en España 2020.
El 23 de marzo participa como invitada en El cazador (TVE1), presentado por Ion Aramendi,junto a Tania Llasera, Eva Hache y Sandra Daviú. 
El 14 de abril de 2021 participa como invitada en el programa Un país para reírlo de TVE1, presentado por Goyo Giménez, en el episodio Castilla y León: De la comedia y el público, junto a Leo Harlem, JJ Vaquero, Perra de Satán, Quequé, Nacho García.
El 1 de agosto de 2021 participa como invitada en el especial 10º aniversario del programa de Antena3 Ahora Caigo, presentado por Arturo Vals, junto a compañeros como Luis Piedrahíta, Angy Fernández, Rocío Madrid o Joaquín Reyes..
A finales de mayo comienza a emitirse en La1 de RTVE el programa Enred@d@s que presenta Sara junto a María Gómez en horario de access prime-time.
El 28, 31 octubre y 1 de noviembre de 2022 participa en tres programas de Pasapalabra (Antena 3) como invitada.
En marzo de 2023 se estrena en el Festival de Málaga el cortometraje Actos por Partes de Sergio Milán, que Sara coprotagoniza junto a Pepe Viyuela, Marta Casado, Sergio Milán y Javier Laorden. Este cortometraje llega a conseguir más de 115 premios en festivales cinematográficos, incluida la candidatura a los Premios Goya 2024.

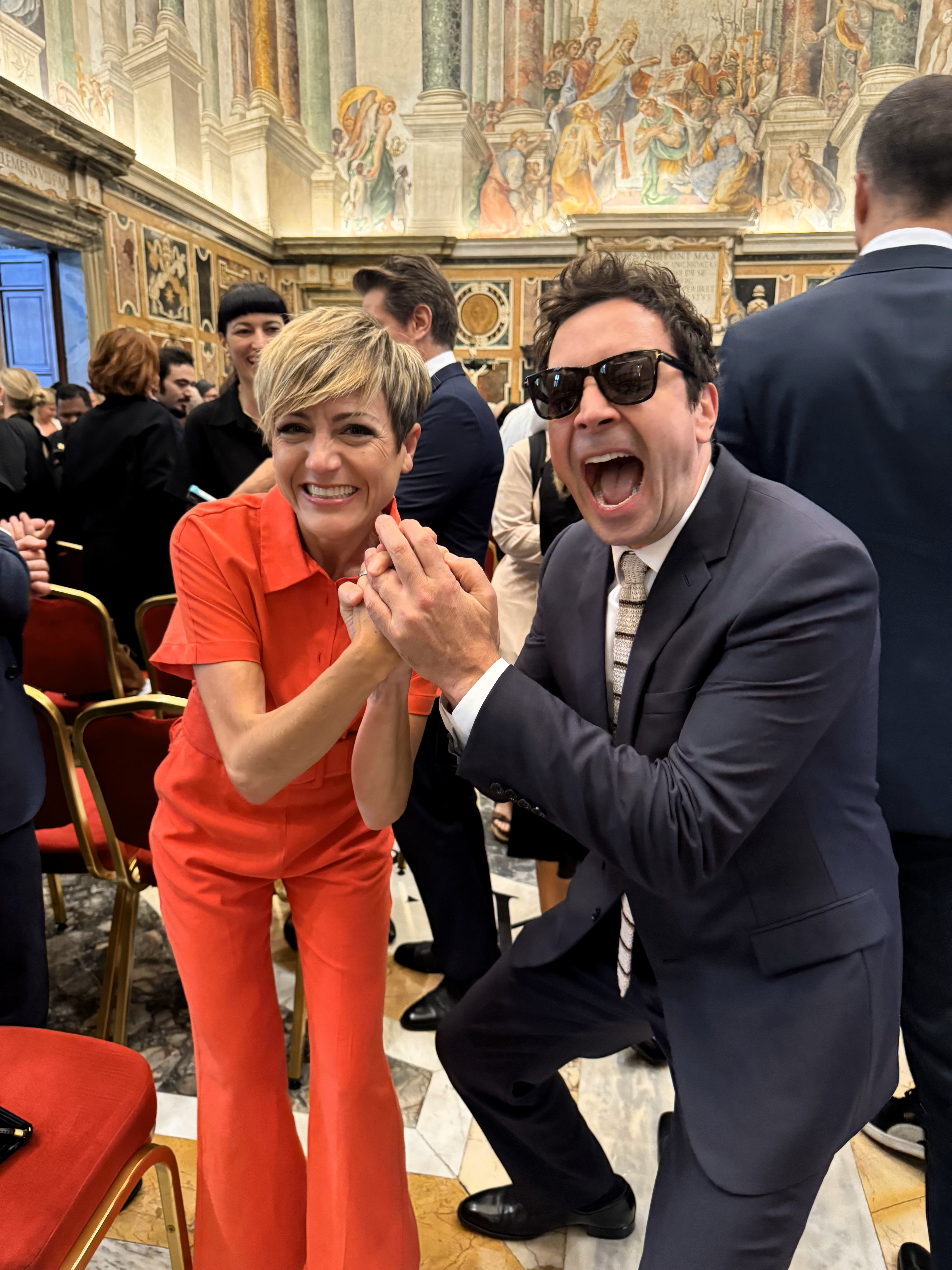
Sara Escudero y Jimmy Fallon se saludan en el Palacio Apostólico en El Vaticano

El 14 de junio de 2024 asiste, invitada por El Vaticano, a la audiencia de cómicos del Papa Francisco, junto a más de 100 cómicos de todo el mundo. Asiste a la cumbre de cómicos junto a Whoopi Goldberg, Jimmy Fallon, Tig Notaro, Stephen Colbert, Florinda Meza, Stephen Merchan, Jim Gaffigan entre otros y las compañeras españolas Cristina Castaño y Victoria Martín. 
El 11, 12 y 13 de julio de 2024 participa en Pasapalabra (Antena 3) como invitada, junto a Joaquí Reyes, Sole Giménez y Diego Revuelta.
Del 17 al 21 de julio de 2024 Sara actúa en el Teatro Romano de Mérida (en el papel de "Hermes") en la obra de teatro La Paz (Celebración grotesca sobre Aristófanes), de Francisco Nieva, en el Festival Internacional de Teatro Clásico de Mérida. Obra dirigida por Rakel Camacho en la que también actúan Joaquín Reyes, Ángeles Martín, Astrid Jones, Carlos Troya, Laura Galán, Nerea Moreno y Pedro Ángel Roca. Posteriormente se representa en los Teatros del Canal de Madrid del  6 al 10 de octubre y en el Teatro Romano de Sagunto el 22 de agosto del mismo año. 
A principios de octubre de 2024 comienza la emisión del programa de TV Caravana Educativa en La2 de RTVE, que presenta Sara y Luis Quevedo (cada uno presenta distintos programas). Programa educativo con influencers de la educación, talleres y niños de primaria y secundaria por distintas ciudades de España.
En octubre de 2024 edita el audiolibro de 15 episodios de su libro "El caNino de Santiago", en formato audiocine (no narrado), en el que participan Lydia bosch (voz de Nala), Roberto Leal, Hovik Keuchkerian, Carlos Latre, Juan Logar, Javier Laorden, Sergio Milán, Jesús Olmedo, Angel Jodrá, Beatriz Melgares, Marina Lozano, Iratxe Emparan, Borja F. Sedano y Andy Molina.  

## Filmografía

### Cine
| Año  | Título                              | Personaje | Director      | Notas                                                                         |
| ---- | ----------------------------------- | --------- | ------------- | ----------------------------------------------------------------------------- |
| 2019 | Dorothy, Ninette y un billete de 50 | –         | Sara Escudero | Cortometraje. Directora. Protagonistas: Antonia San Juan y Belinda Washington |
| 2019 | Por error                           | Concejala | Sara Escudero | Cortometraje. Personaje secundario junto a Juan Logar e Israel Criado         |
| 2019 | Chica                               | Feli      | Sara Escudero | Cortometraje. Personaje protagonista junto a María Alfonsa Rosso              |
| 2023 | Actos por partes                    | Olga      | Sergio Milán  | Cortometraje. Personaje coprotagonista                                        |

### Programas de televisión
| Año         | Título                  | Cadena     | Rol                              |
| ----------- | ----------------------- | ---------- | -------------------------------- |
| 2011 - 2017 | El club de la comedia   | La Sexta   | Monologuista                     |
| 2013        | La noche de José Mota   | Telecinco  | Colaboradora                     |
| 2014 - 2016 | Zapeando                | La Sexta   | Colaboradora                     |
| 2015 - 2016 | Más que series          | Atreseries | Presentadora                     |
| 2015 - 2016 | Qué fue de...           | Atreseries | Presentadora                     |
| 2016        | Sígueme el rollo        | Ten TV     | Presentadora                     |
| 2016 - 2017 | Hazte un selfi          | Cuatro     | Colaboradora                     |
| 2017 - 2019 | Cero en historia        | #0         | Colaboradora                     |
| 2017        | Órbita Laika            | La 1       | Invitada                         |
| 2018        | Arranca en verde        | La 1       | Presentadora                     |
| 2018        | Aquí la Tierra          | La 1       | Invitada                         |
| 2018        | Dfiesta                 | La 2       | Presentadora                     |
| 2019        | Juego de niños          | La 1       | Invitada                         |
| 2019 - 2020 | El intermedio           | La Sexta   | Colaboradora                     |
| 2020        | Tu cara me suena        | Antena 3   | Invitada, como María Isabel      |
| 2020        | Pasapalabra             | Antena 3   | Invitada                         |
| 2020        | La mañana               | La 1       | Colaboradora                     |
| 2021        | El juego de los anillos | Antena 3   | Invitada                         |
| 2021        | El Cazador              | La 1       | Invitada                         |
| 2021        | Un país para reírlo     | La 1       | Invitada                         |
| 2021        | Ahora Caigo             | Antena 3   | Invitada                         |
| 2021        | ¿Y si sí?               | La 1       | Monologuista                     |
| 2022        | Enred@d@s               | La 1       | Presentadora junto a María Gómez |
| 2022        | Pasapalabra             | Antena 3   | Invitada                         |
| 2023        | Pasapalabra             | Antena 3   | Invitada                         |
| 2023        | El comodín              | La 1       | Invitada                         |
| 2023        | Ilustres Ignorantes     | Movistar+  | Invitada                         |
| 2024        | Pasapalabra             | Antena 3   | Invitada                         |
| 2024        | Caravana Educativa      | La 2       | Presentadora                     |

### Series de televisión
| Año  | Título        | Cadena         | Personaje     | Notas                          |
| ---- | ------------- | -------------- | ------------- | ------------------------------ |
| 2016 | Irse de madre | Webserie       | Sara Escudero | Elenco principal; 18 episodios |
| 2018 | Centro Médico | La 1           | Ana Puig      | Episodio: «Polvo Blanco»       |
| 2019 | Flipante Noa  | Disney Channel | Theresa       | Elenco principal; 8 episodios  |

## Radio
| Programas de radio | Programas de radio  | Programas de radio | Programas de radio |
| Año                | Título              | Emisora            | Notas              |
| ------------------ | ------------------- | ------------------ | ------------------ |
| 2015 - 2017        | Atrévete            | Cadena Dial        | Colaboradora       |
| 2019 - 2023        | Por fin no es lunes | Onda Cero          | Colaboradora       |
| 2019 - 2022        | Más de uno          | Onda Cero          | Colaboradora       |

## Teatro
| Año       | Título                                          | Papel                  | Teatro                                           |
| --------- | ----------------------------------------------- | ---------------------- | ------------------------------------------------ |
| 2015-2016 | Te elegiría otra vez                            | (Directora, escritora) | Teatro Alfil y Teatro Pequeño Gran Vía de Madrid |
| 2024      | La Paz (Celebración grotesca sobre Aristófanes) | Hermes                 | Teatro Romano de Mérida                          |

## Monólogos de standup comedy
- 2013: Estamos perdiendo la cabeza
- 2016: No despiertes a la rana
- 2018: SARA ES...CUDERO
- 2020: Tiempo al Tiempo[91]

## Libros
- 2014: "En ocasiones veo frikis".[13]
- 2017: "Clericó".[27]
- 2018: "No estás a la altura".[34]
- 2021: "El caNino de Santiago"[92]
- 2024: Audiolibro de "El caNino de Santiago" (Audiocine)[93]